# Mitsubishi eK
Mitsubishi eK (известен также под маркой Nissan, как Nissan Dayz, ранее Nissan Otti) — кей-кар японского автопроизводителя Mitsubishi Motors, выпускаемый с 2001 года. С 2013 года производится на совместном предприятии Nissan Mitsubishi Kei Vehicle (NMKV). Построен на платформе модели Minica. По словам компании, eK означает  "excellent keijidōsha", что переводится как "идеальный кей-кар".

## Первое поколение
Первое поколение автомобиля было представлено в октябре 2001 года. Автомобиль получил награду "Good Design Award" в 2001 году. Продажи автомобиля были высокими: только за октябрь 2001 года было продано 20 000 автомобилей (из них 13 000 было продано за первые 4 дня), хотя по планам планировалось продать всего 10 000 автомобилей. К 2005 году продажи достигли 480 000 автомобилей.
Помимо классической версии автомобиль был доступен в комплектациях Sport, Classy и Active (внедорожная версия). В июне 2005 года автомобиль стал производиться также под маркой Nissan Otti. В сентябре 2006 года прекращено производство eK первого поколения, в октябре завершилось производство Otti.

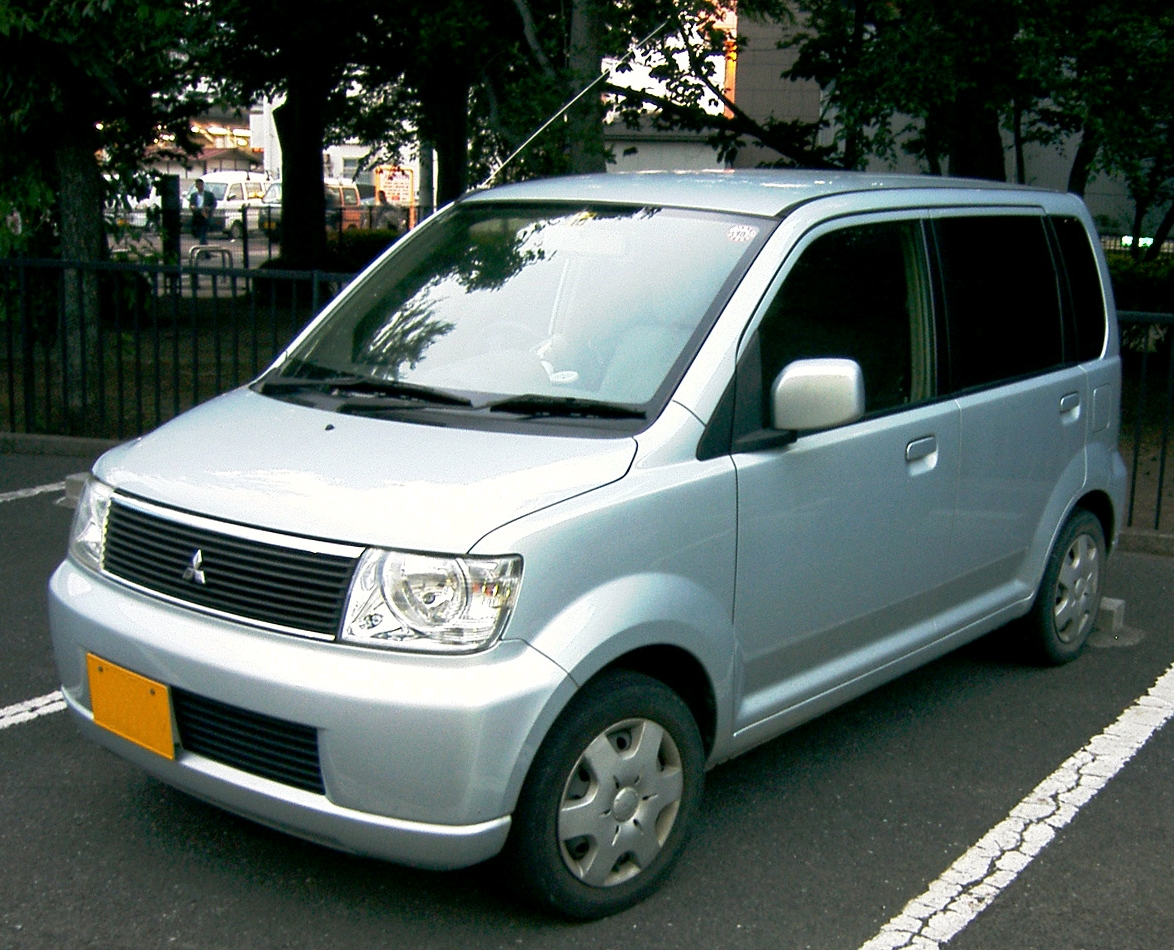
Базовая модель
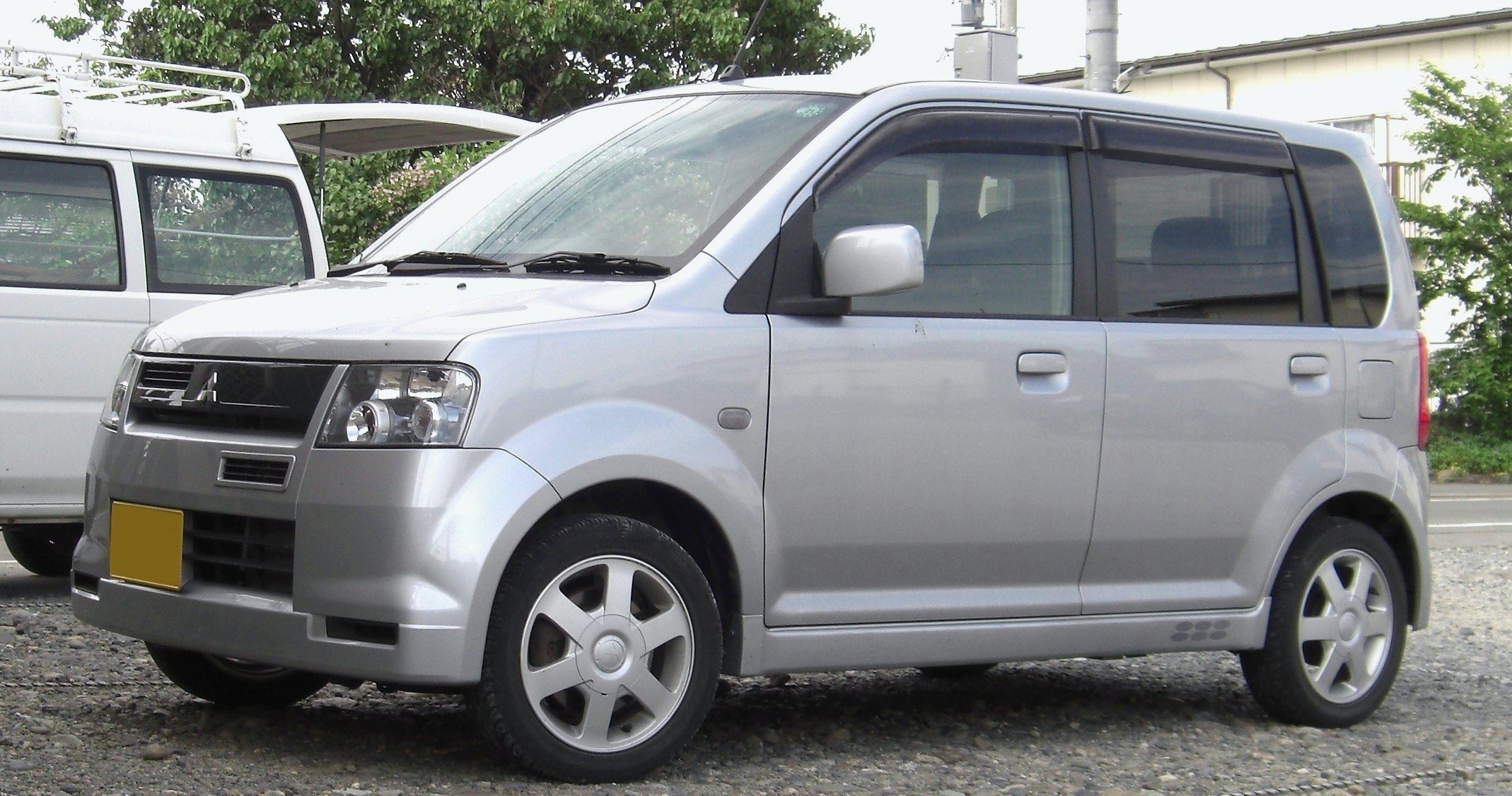
eK Sport
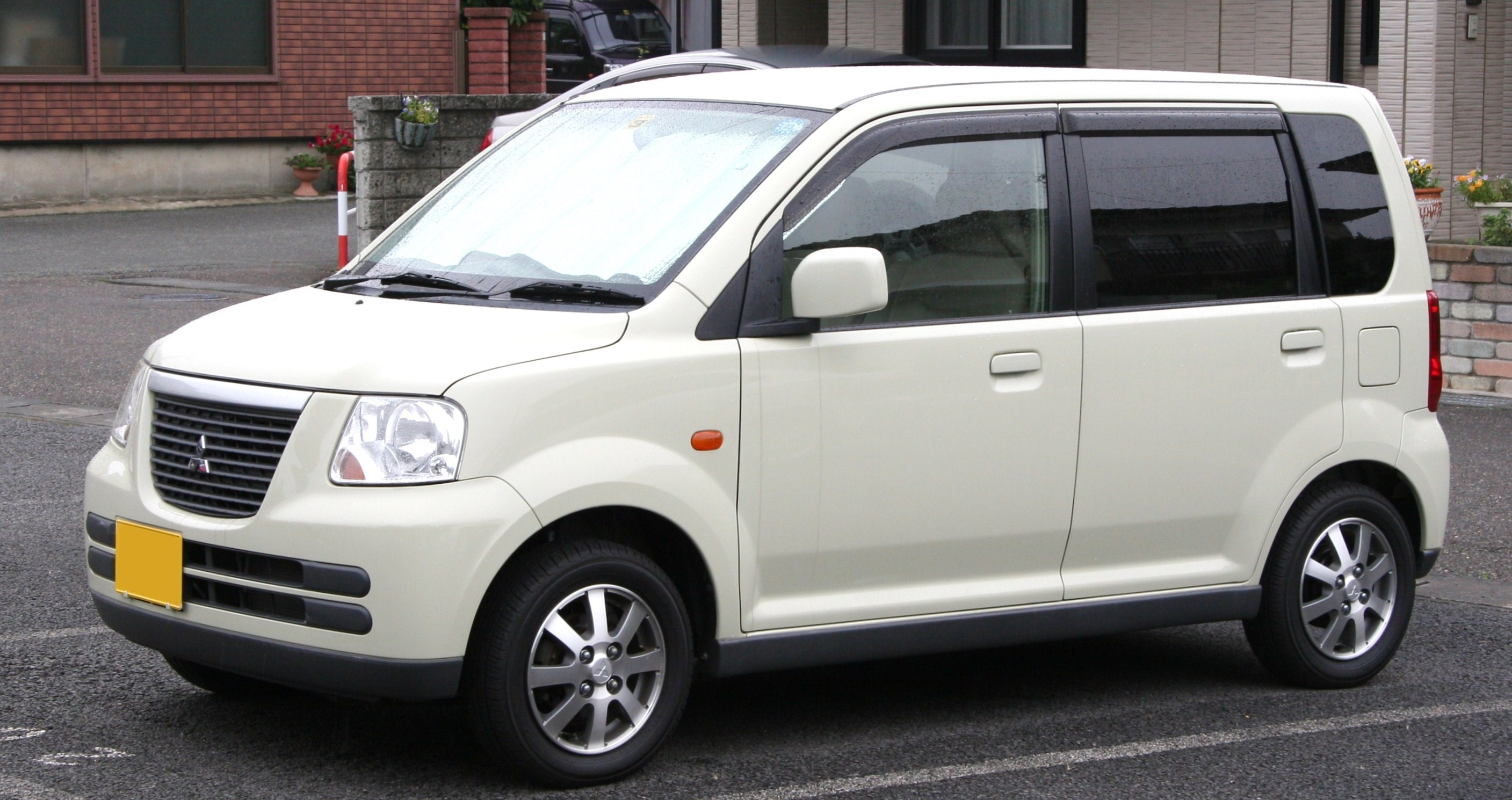
eK Classy
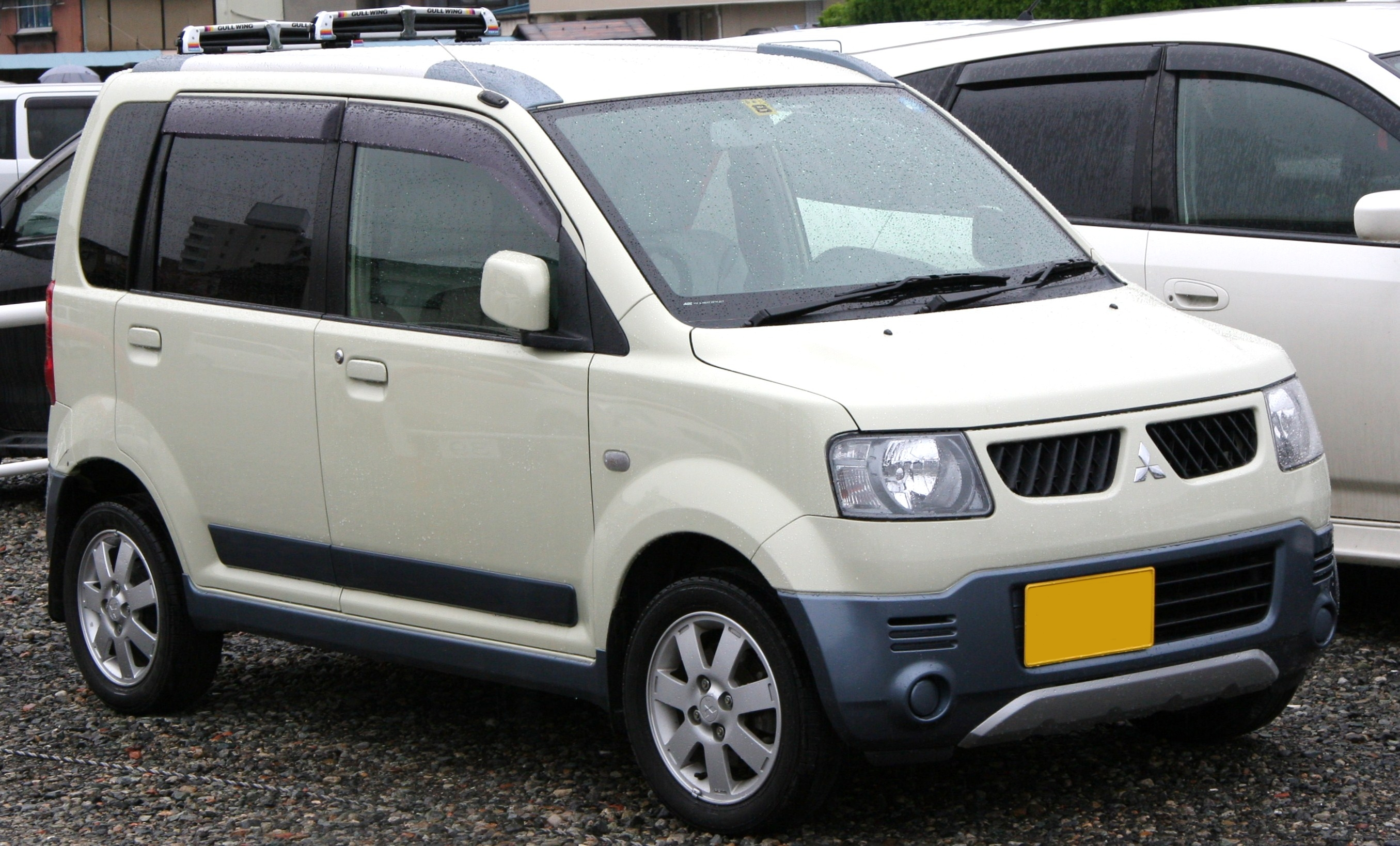
eK Active
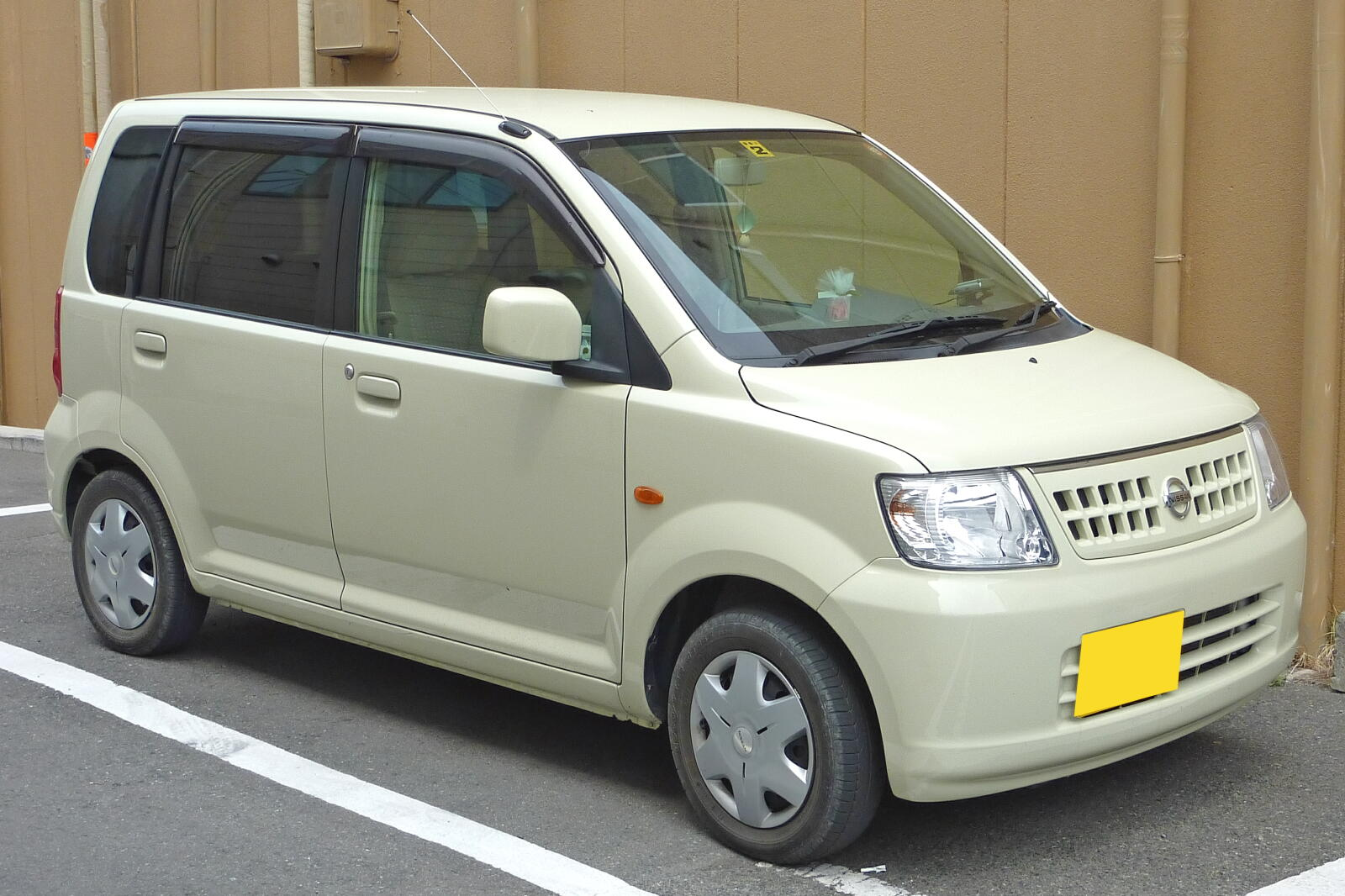
Nissan Otti

## Второе поколение
Сразу после завершения производства моделей первого поколения появилось второе. Существовала также модификация Sport.

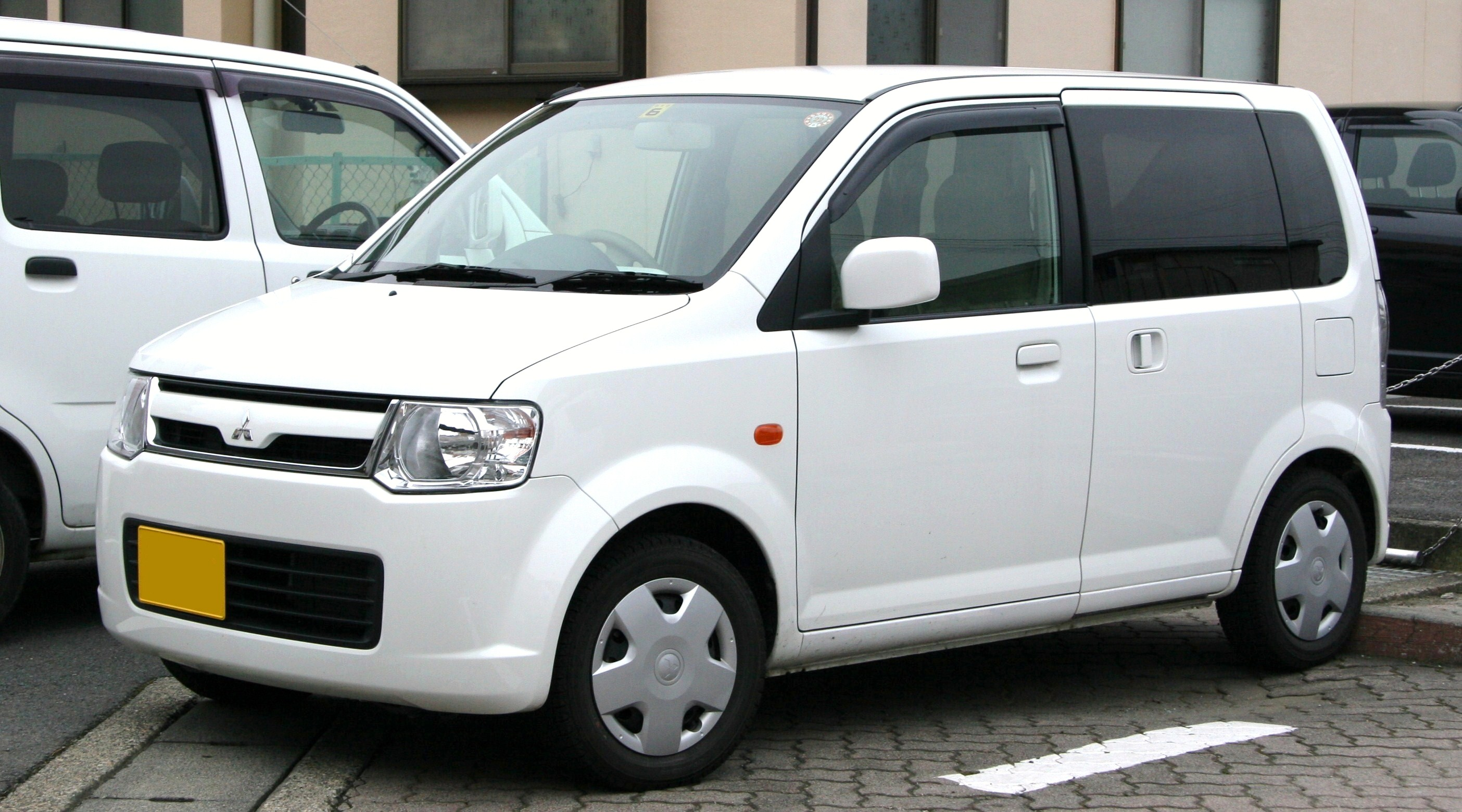
Базовая модель
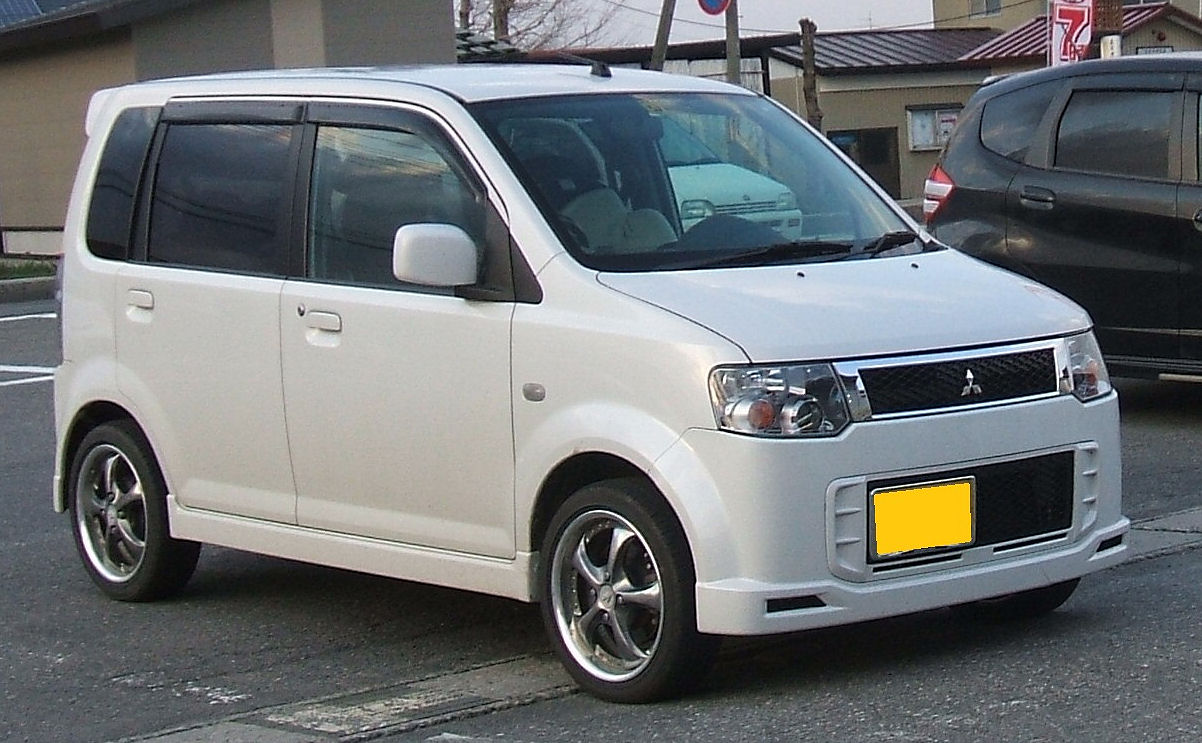
eK Sport
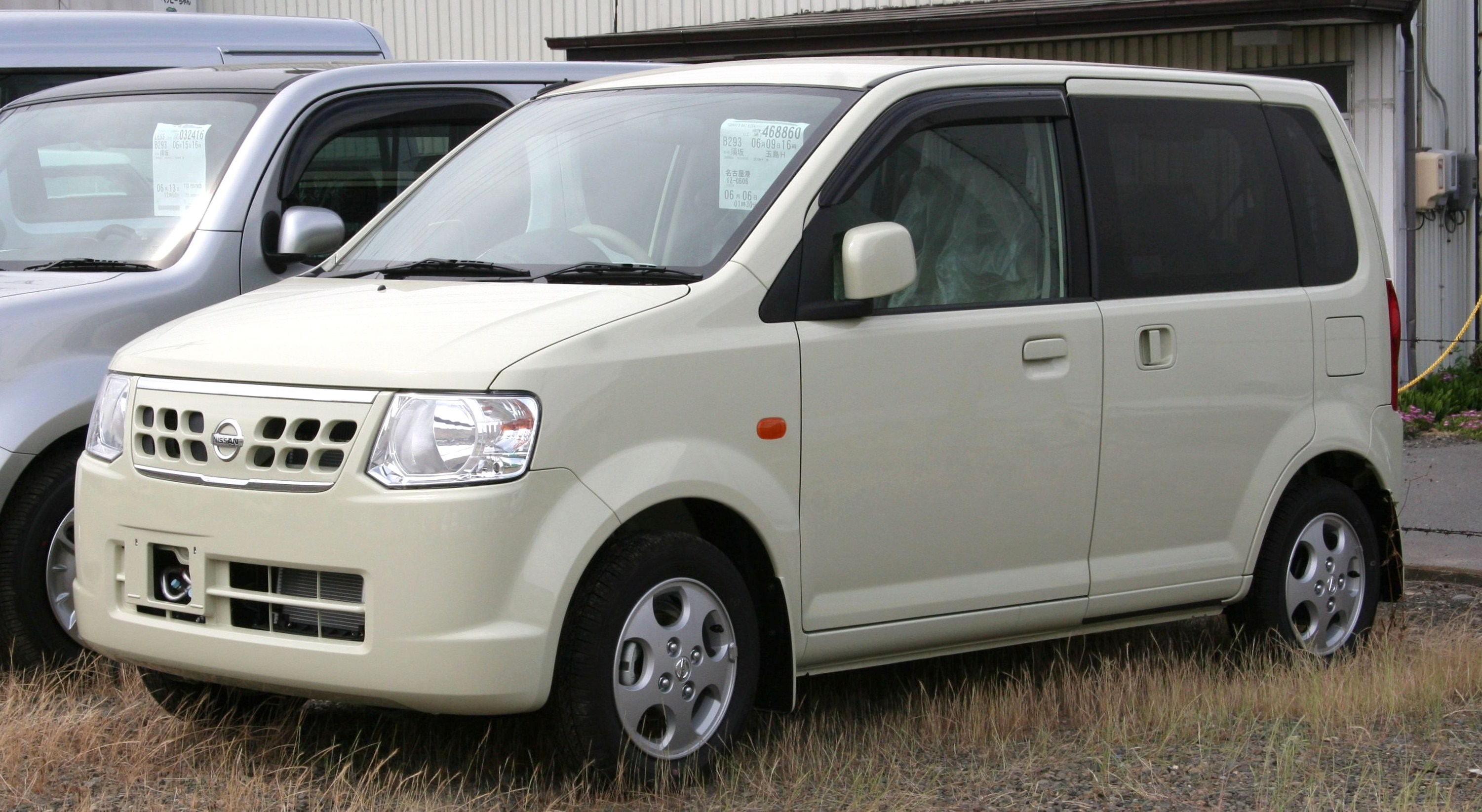
Nissan Otti

## Третье поколение
В июне 2013 года было представлено третье поколение. Автомобиль под маркой Nissan сменил название на Nissan Dayz. В октябре появилась увеличенная в размерах модификация eK Space. Существовала модификация Custom.

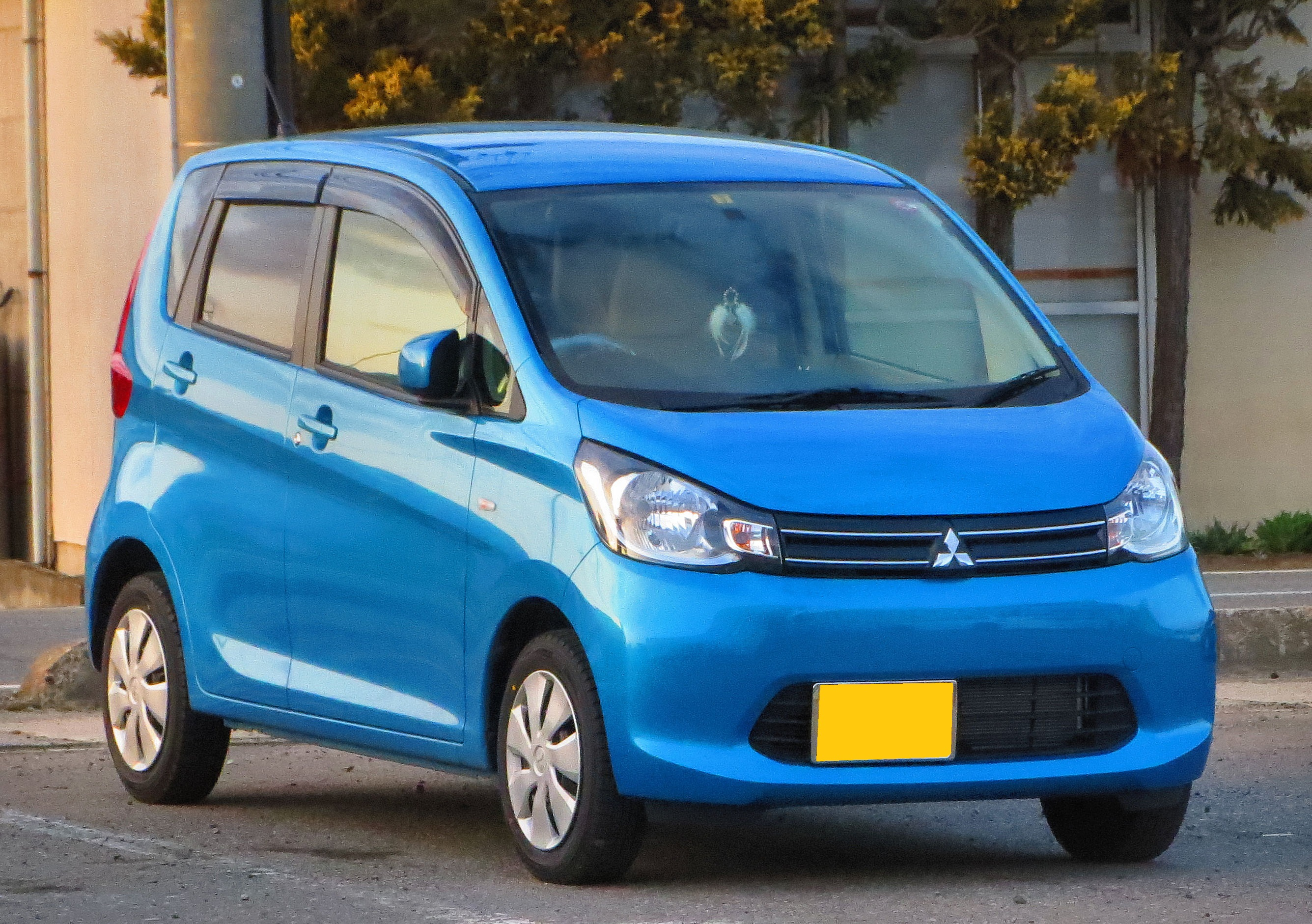
Базовая модель
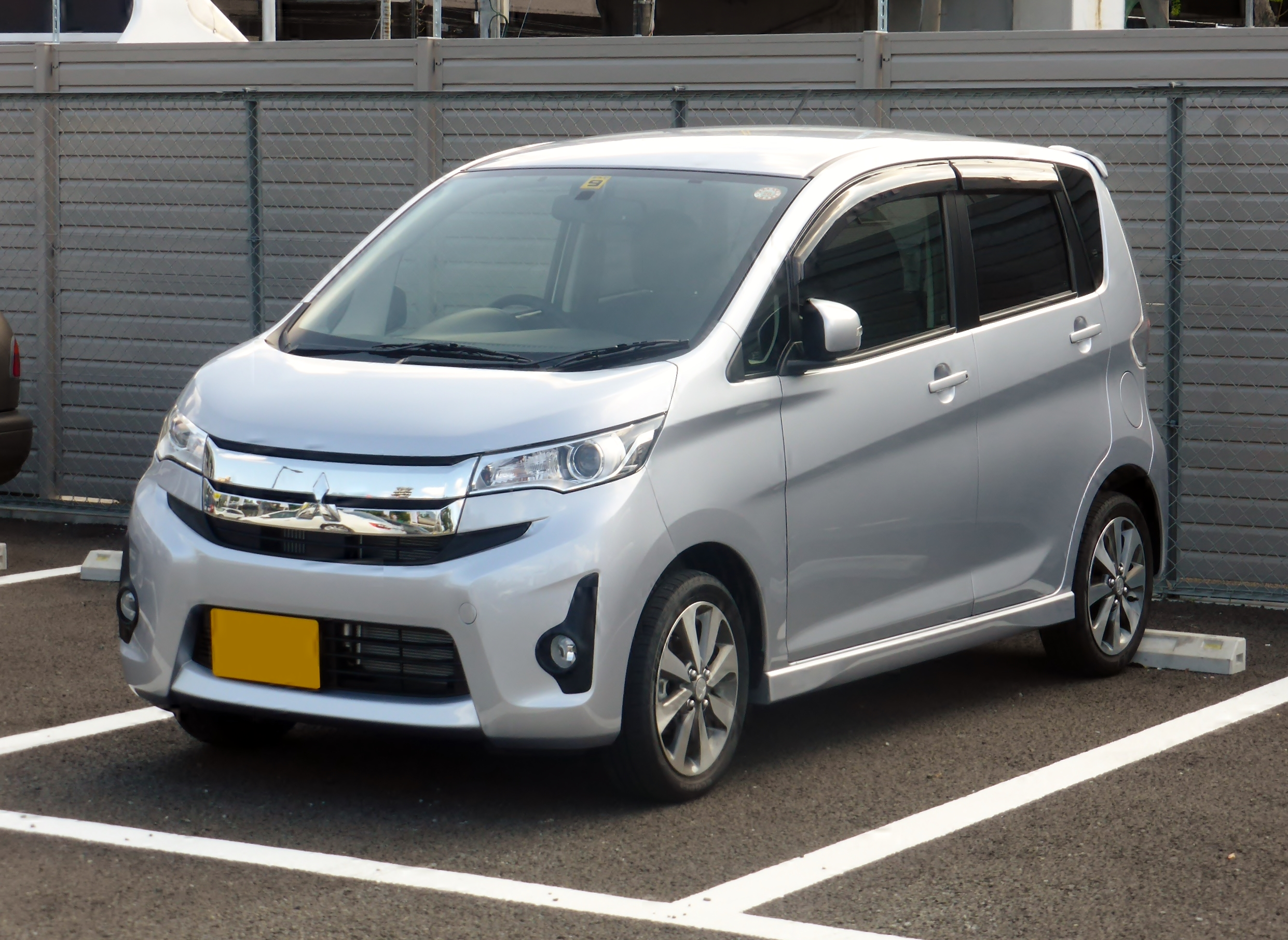
eK Custom
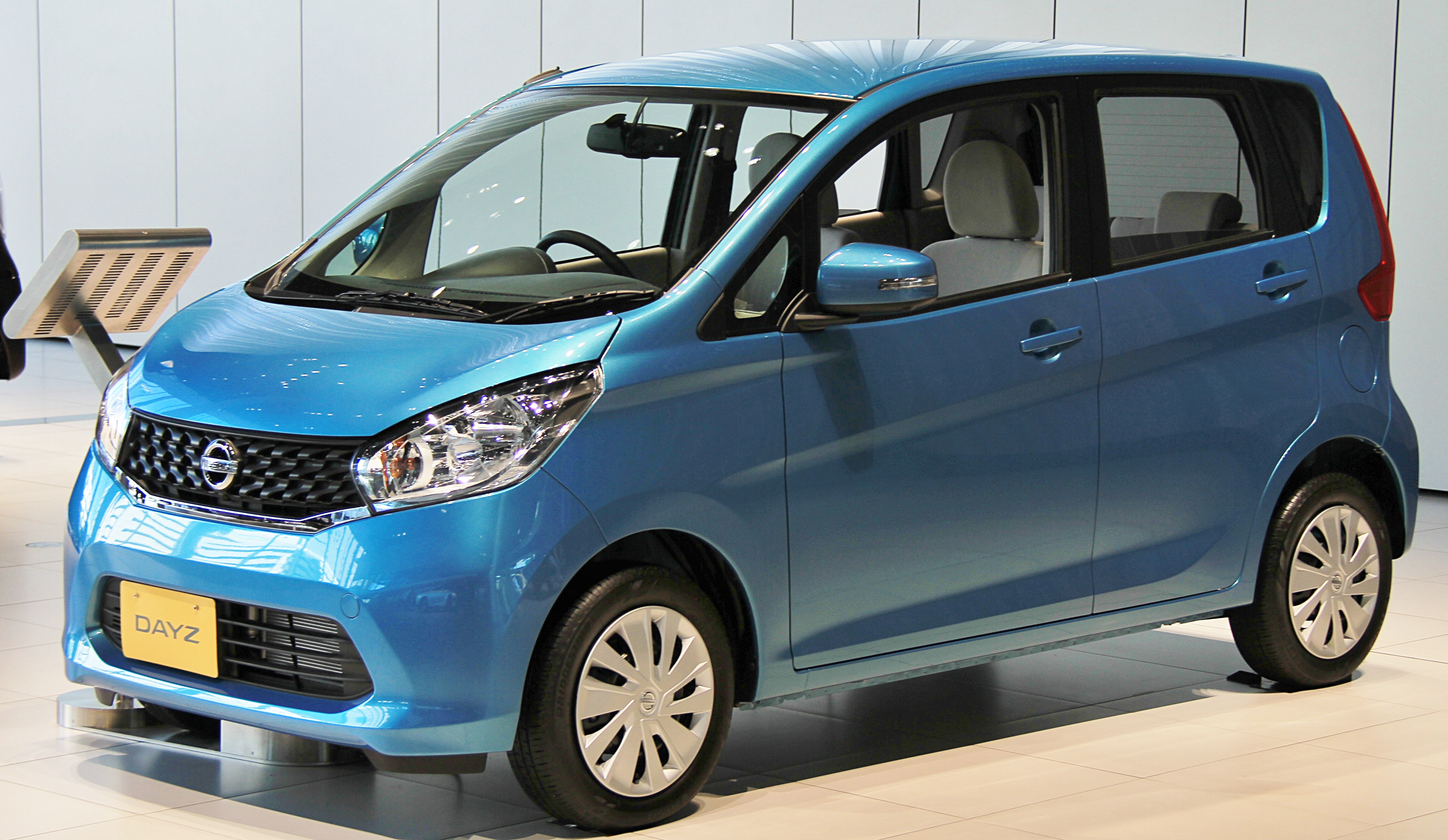
Nissan Dayz
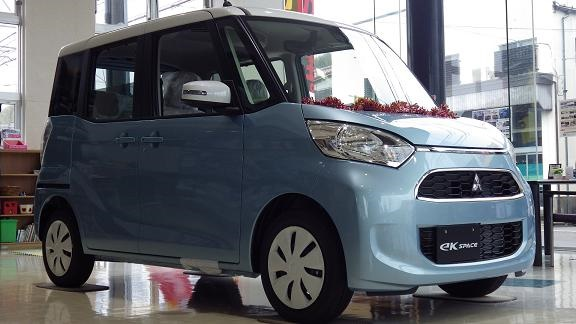
eK Space
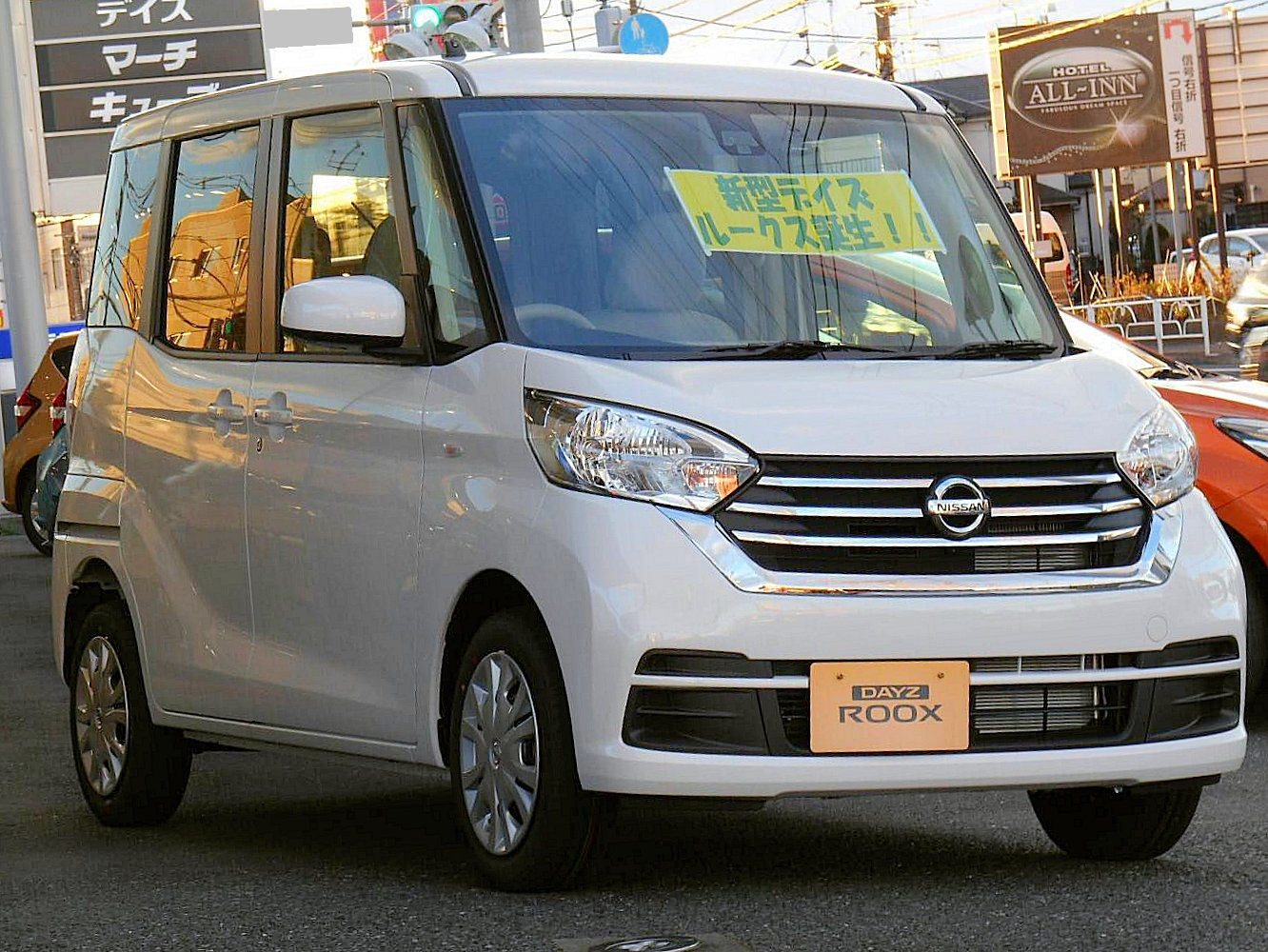
Nissan Dayz Roox

## Четвёртое поколение
В марте 2019 года появилось четвёртое поколение, в январе 2020 года появилась модификация eK Space второго поколения. Существует также кросс-версия eK X.

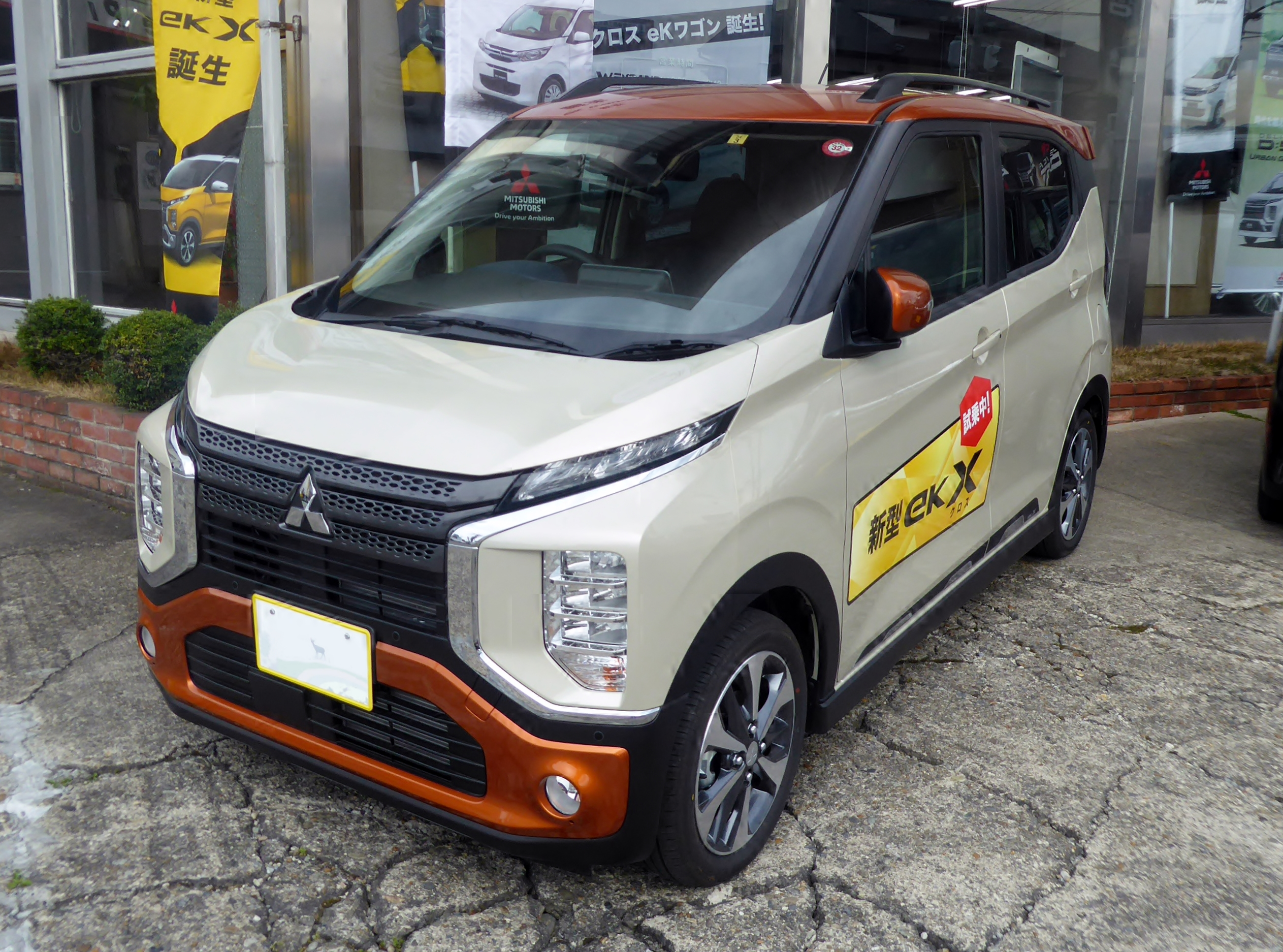
eK X
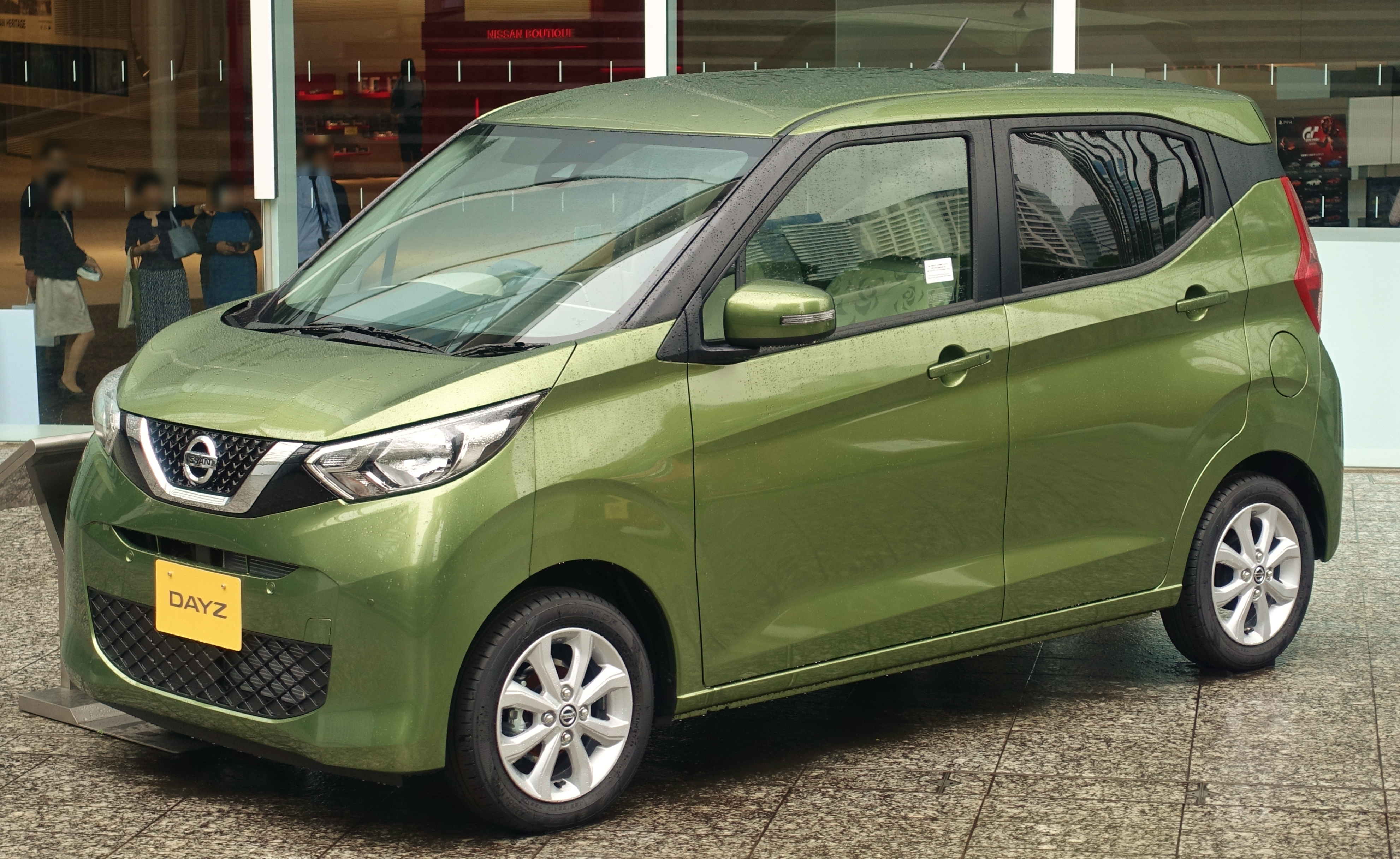
Nissan Dayz
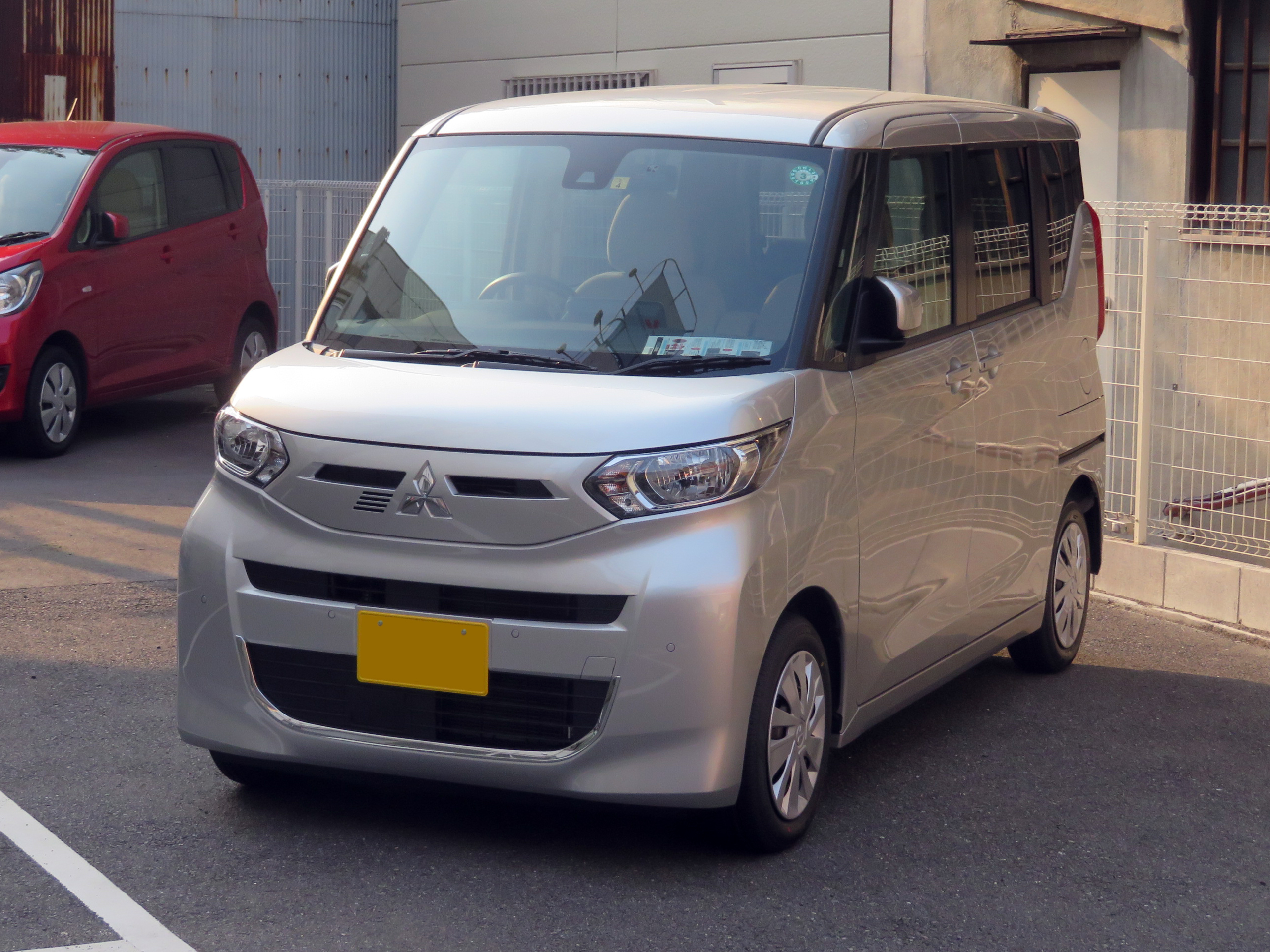
eK Space
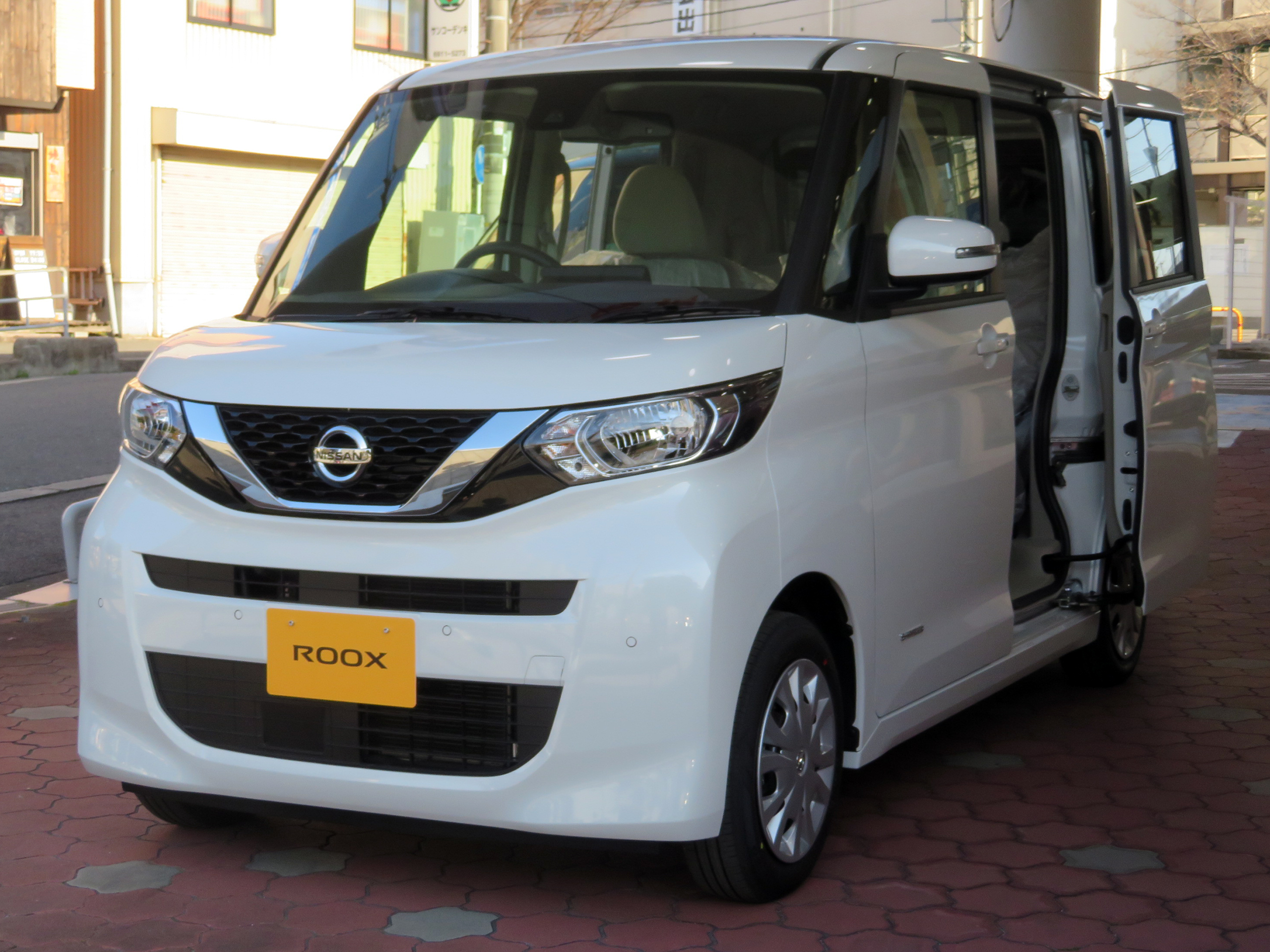
Nissan Roox